# Centuria
La centuria è una parola latina che nel corso del tempo ha assunto il significato di cento o un centinaio. La centuria era in origine un'unità elettorale che votava nei comizi centuriati, un'antica assemblea popolare nella Roma repubblicana. I suoi membri esprimevano un voto collettivo.  

## Significato
Sembra trovare origine nell'omonima unità militare, dato che in quanto cittadini ebbero doveri sia civili sia militari fino alla riforma militare dell'esercito romano voluta da Gaio Mario, con la quale nacque l'esercito volontario e di professione.
La centuria divenne una fondamentale unità della legione romana, che raggruppava un numero variabile tra i sessanta e i cento uomini, ma in alcuni casi arrivava fino a 160, in alcune fonti si racconta di centurie di 300 unità. Nei primi tre secoli dopo la Riforma Mariana dell'esercito le centurie erano composte tipicamente da ottanta uomini distribuiti in circa dieci contubernia.
L'intera centuria era comandata normalmente da un centurione. Due centurie formavano un manipolo per cui convivevano un centurione Prior e uno Posterior. In seguito alle riforme mariane, al manipolo succedette un'altra più grande unità militare, la coorte composta da 6 centurie.
Un'eccezione era la prima coorte, composta da cinque centurie con il doppio degli effettivi scelti tra gli uomini più fedeli della legione.
Il primo centurione Prior della Prima Coorte era chiamato Primus pilus ed era un grado di grandissimo rilievo nell'esercito e forse l'unico grado che oggi potremmo considerare come ufficiale riportato alla codifica moderna.
Altri ruoli all'interno della centuria che potremmo in qualche modo definire come "sottufficiali" erano: il Tesserarius, il responsabile delle parole d'ordine, il Signifer, il portainsegne di reparto, l'Optio, una sorta di centurione dormiente in grado di prenderne il posto in battaglia se ucciso, il Buccinator il trombettiere responsabile dei comandi sonori. Moltissimi altri ruoli erano presenti all'interno di ciascuna centuria per ciascun compito assegnato, ma non in relazione a specialità belliche, forse con la sola eccezione degli artiglieri, ma si tratta di una pura ipotesi.

## Italia fascista
In Italia, il fascismo, tra i molti riferimenti simbolici tributati alla Roma antica, utilizzò termini in uso nell'Esercito romano per la suddivisione delle proprie unità militari e paramilitari. 
Tra questi la centuria, che era una unità militare della Milizia Volontaria per la Sicurezza Nazionale corrispondente alla compagnia del Regio Esercito; al comando della centuria vi era il centurione che corrispondeva al capitano del Regio Esercito.